# Recital de guitarra
Recital de guitarra est un album du guitariste Paco de Lucía sorti en 1971.

## Liste des pistes
1. "El Vito" – 3:25
2. "Mi Inspiración" – 3:17
3. "Malagueña de Lecuona” – 4:32
4. "Serranía de Ronda" – 4:11
5. "Rumba Improvisada" – 4:05
6. "Temas del Pueblo" – 4:39
7. "Plazuela" – 3:52
8. "Zarda de Monty" – 2:59
9. "Andalucía de Lecuona" – 4:18
10. "Fuente Nueva" – 3:28

## Musiciens
- Paco de Lucía – guitariste de flamenco
- Ramón de Algeciras – guitariste de flamenco
- Enrique Jimenez
- Paco Cepero
- Isidro Sanlucar
- Julio Vallejo

## Source de la traduction
- (en) Cet article est partiellement ou en totalité issu de l’article de Wikipédia en anglais intitulé « Recital de guitarra » (voir la liste des auteurs).